# Hubert Karl

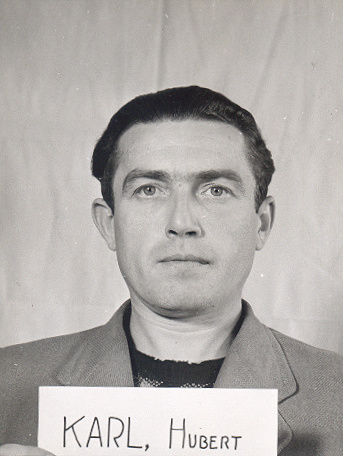
Hubert Karl als Zeuge bei den Nürnberger Prozessen.

Hubert Karl (* 3. November 1907 in München; † 1. April 1991) war ein deutscher Bauingenieur und SS-Funktionär.

## Leben und Wirken
Nach dem Besuch der Volksschule absolvierte Karl eine Zimmererlehre. Ergänzend dazu wurde er an einer Berufsfortbildungsschule unterrichtet. Anschließend wurde er von 1923 bis 1927 an der Staatlichen Bauschule ausgebildet, die er mit Auszeichnung verließ.
Von 1927 bis 1931 arbeitete Karl als Bauzeichner. Zum 21. Februar 1929 trat er der NSDAP (Mitgliedsnummer 113.509) und im selben Jahr der SS bei (SS-Nummer 1.339). Danach war er bis 1933 arbeitslos. Am 1. Juli 1933 erhielt Karl eine Stellung als Bauingenieur im SS-Verwaltungsamt. Kurz danach wurde Karl am 1. November 1933 Leiter des SS-Baubüros im KZ Dachau und blieb dies bis zum 1. Mai 1935. Anschließend wechselte er als Sturmbannführer in die Bauabteilung des SS-Verwaltungsamtes.
Im Frühjahr 1938 gehörte Karl zusammen mit Theodor Eicke und Oswald Pohl einer dreiköpfigen Kommission an, die kurz nach dem Anschluss Österreichs durch das Deutsche Reich das neue Gebiet bereiste, um potentielle Standorte für weitere Konzentrationslager auf ihre Eignung zu prüfen. Am 24. März entschieden die drei bei Besuchen im Umfeld von Flossenbürg und Mauthausen, an diesen Stellen das KZ Flossenbürg und KZ Mauthausen errichten zu lassen.
Mitte Juni 1938 schied Karl aus der SS aus, um als Bauleiter in die Privatwirtschaft zu wechseln. Am 15. Mai 1940 wurde er als Sturmbannführer der Reserve zur Waffen-SS eingezogen und als Bauleiter zum Amt C II des SS-Wirtschafts- und Verwaltungshauptamtes kommandiert. Im Sommer 1940 wurde er als Leiter der Bauinspektion Norwegen eingesetzt, bevor er ab Herbst 1941 die Stellung des Leiters der Bauinspektion der Waffen-SS und der Polizei für das Generalgouvernement in Krakau übernahm. In dieser Eigenschaft war er auch Vorgesetzter der Zentralbauleitung Lublin, die zu dieser Zeit mit der Errichtung des KZ Majdanek befasst war.
Zum 15. Juli 1942 wurde Karl nach Berlin versetzt, wo er Aufgaben im Amt C I des Wirtschafts- und Verwaltungshauptamtes übernahm. Am 15. September 1942 folgte seine Ernennung zum Leiter des Bauwesens beim Reichskommissar für die Festigung Deutschen Volkstums, i. e. Heinrich Himmler. Von Anfang Mai 1943 bis zum Zusammenbruch der NS-Herrschaft war er schließlich Leiter der Bauinspektion Reich-Süd der Waffen-SS.
Bei Kriegsende wurde Karl von den Alliierten verhaftet und sagte 1947 im Prozess Wirtschafts- und Verwaltungshauptamt der SS als Zeuge der Anklage aus.